# Viscaia
Viscaia ist der Überlieferung nach die erste bekannte Ortsbezeichnung des heutigen Fischau (Bad Fischau-Brunn) in Niederösterreich.
Der Name ist auf die Zeit der keltischen Siedlung im Gebiet des heutigen Bad Fischau-Brunn, Wöllersdorf und des dazwischenliegenden Waldgebietes, der Malleiten, zurückzuführen.
Die Einwanderung der Kelten erfolgte vermutlich zwischen 800 und 500 v.Chr, also in der Eisenzeit. Ausgrabungen auf der Malleiten lassen allerdings vermuten, dass das Gebiet bereits in der Jungsteinzeit um etwa 5000 v. Chr. besiedelt war. Es gab hier offenbar ein reges Töpferhandwerk schon bevor die Kelten Einzug hielten. Die sogenannten Mondidole dienten neben ihrer kultischen Bedeutung als Grabbeigabe wohl auch als Feuerbock.
Viscaia war Teil des keltischen Königreichs Noricum.
Im Jahr 16 v. Chr. wurde Noricum in das römische Reich einbezogen und der Provinz Pannonia zugeordnet. Es folgte der Bau der Heeres- und Handelsstraße nach Vindobona, und auch der Aufbau des Fischauer Thermalbades geht auf die Römer zurück.
Weitere historische Ortsbezeichnungen sind Fiskaha, Vischa und Uischere.
Der geschichtsträchtige Name Viscaia wurde jedoch durch verschiedene lokale Institutionen, wie z. B. das 2010 gegründete Café Viscaia im Ortszentrum oder die Jazzformation Viscaia-Jazz, neu entdeckt und dem Ort dadurch ein interessantes Stück Historie zurückgegeben.